# Остан (маг)
Оста́н, также Оста́нес (др.-греч. Ὀστάνης, др.-перс. *(H)uštāna) — легендарный персидский маг и алхимик.

## Биография
Подробности биографии Остана, равно как и его реальность, остаются под вопросом. Возможно также существование нескольких разных людей с таким именем и родом деятельности.
Впервые имя Остана упомянул древнегреческий историк Ксанф в ряду магов, получивших свои знания от Заратуштры (Зороастра). В таком же контексте писал об Остане один из учеников Платона Гермодор — он включал того первым в ряд наследников учения Зороастра, жившего, по мнению автора, за 5000 лет до Троянской войны (то есть около 6200 года до н. э.). Из этих календарных странностей современные исследователи делают вывод, что Гермодор не имел ни малейшего представления о годах жизни и о деятельности Остана.
Плиний Старший в своей «Естественной истории» ничего не писал о происхождении магических знаний Остана от Зороастра, но он сообщал, что по его сведениям, Остан был первым автором магических трактатов. Также Плиний писал об участии Остана в походе персидского царя Ксеркса на Грецию (480—479 годы до н. э.), в ходе которого тот якобы помогал царю своими магическими знаниями. Геродот называл Остана братом Ксеркса.
В Кембриджской библиотеке хранится манускрипт на сирийском языке, содержащий письмо египетского философа Пебехия (IV век) к персидскому магу Осрону. В нём автор сообщает, что обнаружил книги Остана, где говорится, будто последний находился в Египте и открыл там учение Гермеса.
Ещё один маг по имени Остан упоминается как участник Индийского похода Александра Македонского (327—323 года до н. э.).

## Учение
Плиний называл Остана тем человеком, который принёс алхимические знания в Грецию. Алхимики Эллинистического Египта считали Остана создателем египетской алхимии, которую сами египтяне называли «персидской». Филон Библский именовал Остана как автора «Осьмикнижия» — название, которое современные исследователи считают аллюзией на «Пятикнижие» Моисея. Если такая трактовка верна, то «Осьмикнижие» должно было содержать всю (по мнению современников) космологическую учёность своего времени, как «Пятикнижие» содержит всю историю еврейского народа. Так Апулей называл Остана в списке величайших колдунов, к которым он относил и Моисея.
Во времена римского владычества над Грецией и Египтом интерес к учению Остана распространился на другие части империи. Учеником Остана именовал себя так называемый псевдо-Демокрит, якобы получивший в Мемфисском храме от мага древние знания, которые тот потом опубликовал в пяти своих сочинениях: «О золоте», «О серебре», «О камнях», «О пурпуре» и «К Левкиппу». После распространения христианства интерес к учению Остана ослаб, но его имя упоминали в своих сочинениях писатели II и III веков нашей эры, среди которых Ориген, Тертуллиан, Киприан Карфагенский, Блаженный Августин и другие.
Собственно об учении Остана сведений мало и они достаточно противоречивы. До нашего времени не сохранилось никаких текстов, написанных Останом (как, впрочем, и никаких иных персидских алхимических текстов). Во многих зороастрийских текстах автором назван либо Зороастр, либо Остан, но эти произведения имеют мало общего друг с другом с точки зрения литературной истории, а их авторство просто вымышлено. Вероятно, такие псевдоэпиграфы попали в Грецию и Египет во времена Александра Македонского или Птолемея III. Возможно, какие-то из них хранились в Александрийской библиотеке, так как Пифагор, Эмпедокл, Демокрит и Платон предположительно посещали её с целью ознакомиться с учением Остана[уточнить].
Известно, что одной из сфер интересов последователей Остана было окрашивание металлов и камней — то есть фактически подделка благородных металлов. При таких алхимических операциях неблагородный металл покрывался сверху слоем жёлтого (становился «золотом») или белого цвета (становился «серебром»). Аналогичным образом создавались поддельные драгоценные камни и пурпур. Известные в пересказе сведения об учении Остана полны зашифрованных терминов, значительная часть которых не может быть расшифрована. Так, например, в одном из текстов псевдо-Демокрита говорится о том, что для создания ванночки для окрашивания камней необходимы медная ржавчина, а также «желчь мангуста и грифа» — под последним термином очевидно понималось что-то другое, конкретное соответствие которого передавалось из уст в уста, от учителя к ученику. Таким образом происходила защита алхимических знаний от непосвящённых. Например, в другом алхимическом папирусе говорится об использовании «человеческих экскрементов», что в действительности означало лишь чеснок — так что профан, попытавшись воспользоваться случайно попавшим ему в руки текстом, не мог получить желаемого результата. В псевдодемокритовских текстах говорится также о том, что Остан был озабочен поиском «универсального философского камня», который должен был позволить осуществлять трансмутацию металлов.
Помимо окрашивания древние тексты говорят и о других занятиях Остана — так, Плиний сообщал, что Остан учил гаданию по воде, воздуху, звёздам, светильникам и другим предметам, а также некромантии и гаданию по человеческим телам и частям животных. В космологических текстах, приписываемых Остану, говорилось о духах, которые правят людьми, а также о боге и окружающих его небесных сферах. Согласно Филону Библскому, Остан учил, что бог — это змея с головой сокола.